# Marcus Licinius Crassus

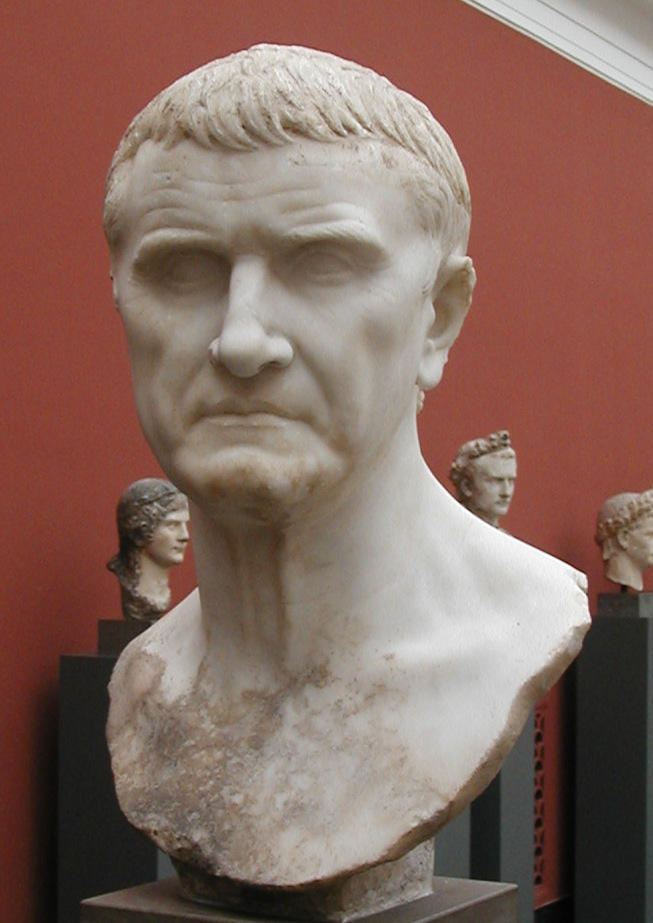
Porträtkopf, wahrscheinlich Marcus Licinius Crassus, aus dem Liciniergrab. Kopenhagen, Ny Carlsberg Glyptotek

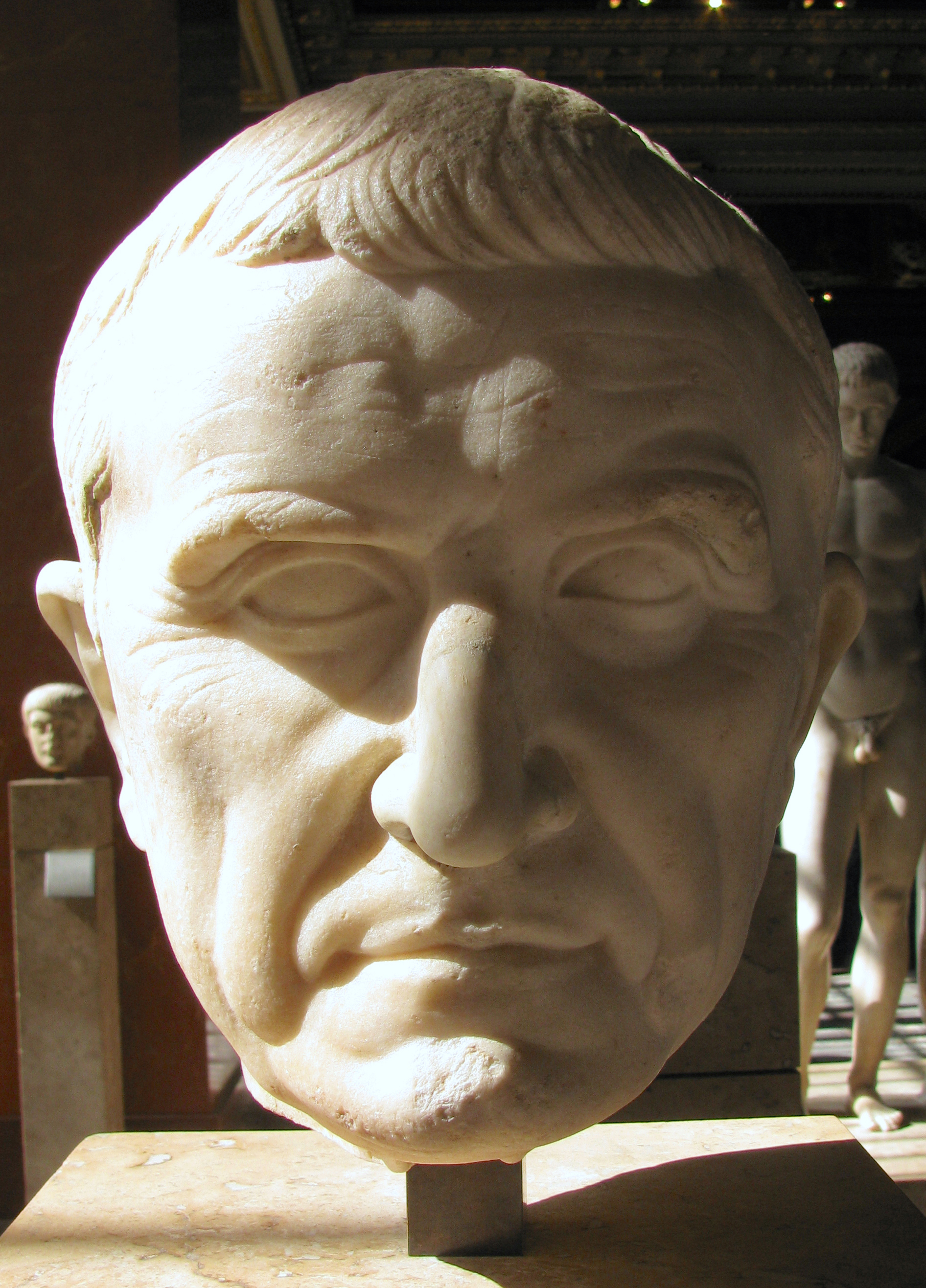
Marcus Licinius Crassus; Porträtbüste im Louvre

Marcus Licinius Crassus (* 115 oder 114 v. Chr.; † 9. Juni (?) 53 v. Chr. in Synnaka (Mygdonien)) war ein Politiker der späten römischen Republik. Er war für seinen Reichtum bekannt. Auf sein Vermögen gestützt, versuchte er, zeitweilig im Bund mit Caesar und Pompeius, sich eine führende Stellung zu verschaffen. Nach Ansicht der modernen Forschung entsprachen Crassus’ politische und militärische Fähigkeiten jedoch nicht seinen finanziellen Möglichkeiten und seiner Selbsteinschätzung.

## Leben
Crassus stammte aus einer Familie, die seit dem Zweiten Punischen Krieg führende politische Ämter in Rom bekleidete und somit zur Nobilität gehörte. Sein Vater Publius Licinius Crassus war 97 v. Chr. Konsul und 89 v. Chr. Censor, wurde aber einige Jahre danach umgebracht, als Gaius Marius und Lucius Cornelius Cinna während der Auseinandersetzung mit Sulla in Rom die Macht ergriffen. Der junge Crassus konnte sich retten und kämpfte mit einer von ihm in Spanien rekrutierten Truppe im Bürgerkrieg an der Seite des aus dem Osten zurückkehrenden Sulla. Als Offizier im Dienste Sullas erwarb sich Crassus einige militärische Verdienste, so auch in der letzten großen Schlacht des Bürgerkriegs, der „Schlacht am Collinischen Tor“. Bei den anschließenden politischen Säuberungen (Proskriptionen) bereicherte sich Crassus so sehr, dass er selbst das Missfallen Sullas erregte. Sein Vermögen mehrte er zielstrebig, u. a. durch Vermietung von zu Fachkräften weitergebildeten Sklaven und als Grund- und Hausbesitzer; nach Plutarch  (Crassus 2, 4) kaufte er in Brand stehende und an solche angrenzende Häuser auf, die dann von Crassus’ Privatfeuerwehr gerettet wurden. Dabei nutzte Crassus die Angst und Unsicherheit der Hauseigentümer aus, um für wenig Geld ihr Eigentum auf ihn zu übertragen. Als er 85 v. Chr. nach Spanien flüchtete, verfügte er über ein Vermögen von 300 Talenten, am Ende seiner Karriere konnte er auf 7100 Talente zurückgreifen.
Nachdem er 73 v. Chr. Prätor gewesen war, ließ sich Crassus den Oberbefehl gegen das Sklavenheer des Spartacus übertragen, konnte aber erst nach schweren Kämpfen 71 v. Chr. den Sieg erringen. Die 6000 gefangenen Sklaven ließ er entlang der Via Appia ans Kreuz schlagen. Zusammen mit dem aus Spanien zurückgekehrten Gnaeus Pompeius Magnus wurde Crassus Konsul für das Jahr 70 v. Chr. Trotz der zwischen ihnen herrschenden Rivalität (auch Pompeius beanspruchte den Sieg über die Sklaven für sich) erließen die beiden Konsuln gemeinsam mehrere Gesetze, durch die die sullanische Verfassung, deren wesentliche Idee die Stärkung des Senats durch Zurückdrängung potentiell rivalisierender Gewalten war, in einigen Punkten aufgehoben wurde.
Politisch blieb Crassus aber, obwohl 65 v. Chr. Censor, nicht sehr einflussreich, bis er 60 v. Chr. mit Pompeius und dem für das folgende Jahr zum Konsul gewählten Gaius Iulius Caesar eine informelle Verbindung einging, das später so genannte Erste Triumvirat. Crassus brachte vor allem seinen Reichtum ein und zahlte Caesars riesige Schulden.
In den folgenden Jahren kam es wieder zu Spannungen zwischen Crassus und Pompeius, die der in Gallien Krieg führende Caesar auszugleichen versuchte. Crassus und Pompeius wurden, wie auf Konferenzen der Triumvirn in Ravenna und Lucca vereinbart, im Jahr 55 v. Chr. noch einmal zu Konsuln gewählt. Crassus wollte in einem Krieg gegen das Partherreich den Kriegsruhm und vor allem die Heeresclientel erringen, die ihm im Gegensatz zu seinen Partnern abging. Damit beendete er eine Phase der relativen Ruhe zwischen Rom und dem Partherreich, es kam zum Partherkrieg.
Mit einem Heer von über 40.000 Mann zog Crassus von der Provinz Syria über den Euphrat, erlitt aber im Mai oder Juni 53 v. Chr. in der Schlacht bei Carrhae eine vernichtende Niederlage und wurde in Synnaka in Mygdonien bei Kapitulationsverhandlungen mit dem parthischen Feldherrn Surenas getötet. Der Verlust der römischen Feldzeichen stellte eine schwere Schmach für Rom dar und sollte später mehrmals zu Konflikten mit den Parthern führen; aber auch die Verluste waren enorm: Nur etwa 10.000 Mann erreichten Syrien wieder. Crassus’ abgeschlagenes Haupt erhielt der Partherkönig Orodes II. überreicht. Am Partherhof wurde der Sieg bejubelt: Nach Plutarchs Darstellung soll der abgeschlagene Kopf des Crassus im Rahmen einer Feier von einem griechischen Schauspieler, Jason von Tralles, während der Aufführung von Euripides’ Die Bakchen präsentiert worden sein:

„Wir bringen vom Berge

Nach Hause getragen

Die herrliche Beute,

Das blutende Wild.“

Einer Erzählung von Cassius Dio zufolge gossen die Parther nach Crassus’ Tod geschmolzenes Gold in seinen Mund, um seinen Durst nach Reichtum zu verspotten.
Crassus’ älterer Sohn Marcus war ein Quästor Caesars. Auch der jüngere Sohn Publius war Feldherr unter dem Oberbefehl Caesars gewesen, bevor er seinen Vater auf dem Feldzug gegen die Parther begleitete. Publius verlor ebenfalls in der Schlacht bei Carrhae sein Leben.

## Name
Einige Forscher geben den vollen Namen mit Marcus Licinius Crassus Dives an und stützen sich dabei auf Marcus Tullius Cicero, Plinius den Älteren und Apuleius. Der Althistoriker Bruce A. Marshall argumentiert dagegen, dass lateinisch dives ‚reich‘ auch einfach als beschreibendes Adjektiv verstanden werden kann, oder es liege eine Verwechslung mit Publius Licinius Crassus Dives Mucianus, dem Konsul des Jahres 131 v. Chr., vor, dessen Zweig der gens Licinia – anders als der des Triumvirn – das Cognomen Dives nachweisbar trug.